# Kranichfeld
Kranichfeld település Németországban, azon belül Türingiában. Lakosainak száma 3266 fő (2023. december 31.). Kranichfeld Bad Berka és Rittersdorf községekkel határos.

## Népesség
A település népességének változása:
| Lakosok száma | 3354 | 3355 | 3293 | 3313 | 3266 |
|               | 2017 | 2019 | 2021 | 2022 | 2023 |